# Leptailurus serval ferrarii
Leptailurus serval ferrarii es una subespecie de  mamíferos carnívoros  de la familia Felidae.

## Distribución geográfica
Se encuentran en África.